# Flussgebietseinheit Rhein

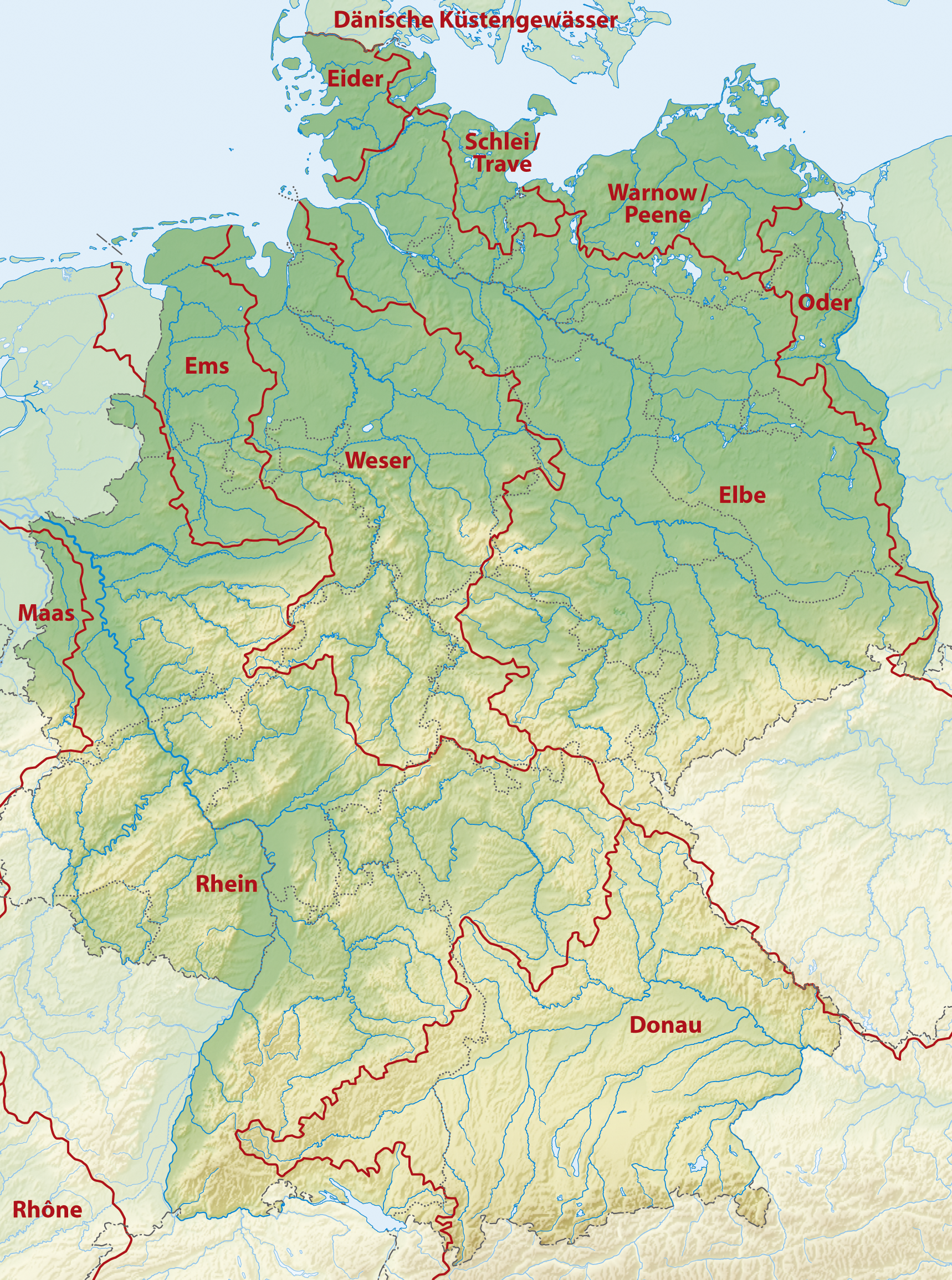
Flussgebietseinheiten in Deutschland

Die Flussgebietseinheit Rhein (FGE Rhein) ist eine im Rahmen der Umsetzung der EU-Wasserrahmenrichtlinie festgelegte Flussgebietseinheit, die das Einzugsgebiet des Rheins, jedoch ohne das Gebiet der Flussgebietseinheit Maas, umfasst und zusätzlich die angrenzenden Küstengewässer einschließt. Es erstreckt sich von den in der Schweiz gelegenen Quellflüssen bis zum Rheindelta und zum Wattenmeer in den Niederlanden.
Die Flussgebietseinheit Rhein grenzt im Nordosten an die Flussgebietseinheiten Ems, Weser und Elbe, im Südosten an die  FGE Donau, im Südwesten an die FGE Rhone und im Westen an die FGE Maas.
Auf deutschem Staatsgebiet umfasst die FGE knapp 106.000 Quadratkilometer, für die das Wasserhaushaltsgesetz Grenzen und Zuständigkeiten festlegt. Die bislang in der Deutschen Kommission zur Reinhaltung des Rheins organisierten Bundesländer Baden-Württemberg, Bayern, Hessen, Niedersachsen, Nordrhein-Westfalen, Rheinland-Pfalz, Saarland, Thüringen, sowie der Bund, haben mit Wirkung zum 1. Januar 2012 die Flussgebietsgemeinschaft Rhein mit Sitz und Geschäftsstelle in Worms gegründet, deren Vorsitz bis 2015 beim Bundesland Hessen liegt.